# عبده عبد الراضي
عبده عبد الراضي عبد الله صالح (1922 - 23 مايو 1978) قارئ قرآن مصري ويعد أحد أعلام هذا المجال البارزين، من مواليد قرية أولاد عليو، مركز البلينا، محافظة سوهاج.

## نشأته
أتم حفظ القرآن الكريم، وعمره 12 سنة في كتاب أبوستيت على يد الشيخين رشوان و محمد عبدالرحمن.
ثم أتم علوم القراءات العشر وعمره 15 سنة، على يد الشيخ أحمد شحاتة الجحاوى.

### عربية
1. ↑  الوطن - الشيخ عبده عبدالراضى.. ثالث «الثلاثة الكبار» نسخة محفوظة 18 يناير 2020 على موقع واي باك مشين.
2. 1 2  "الشيخ عبده عبدالراضى ظلمته الإذاعة وأنصفه السميعة.. ولد بالبلينا جنوب سوهاج.. قال عنه محمد عبدالوهاب: صوته أضخم وأقدر وأجمل من صوت المطرب الإيطالى كاروزو.. ووصفه مصطفى إسماعيل بأحد الثلاثة الكبار بالتلاوة.. صور". اليوم السابع. 30 مارس 2024. اطلع عليه بتاريخ 2025-01-02.